# Plan CONINTES

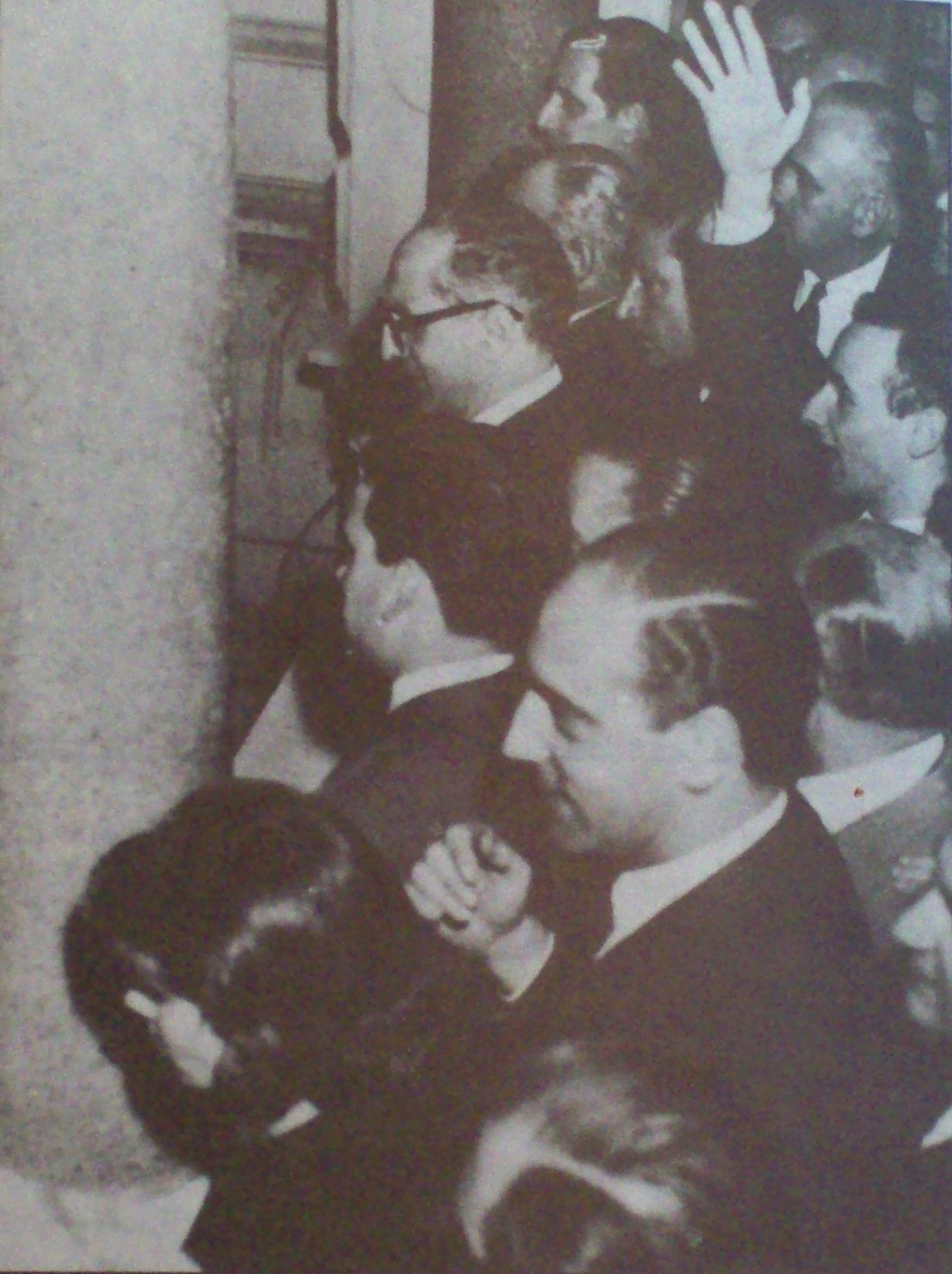
El presidente Arturo Frondizi observa desde el balcón de la Casa Rosada, una manifestación a favor de la enseñanza laica.

El Plan CONINTES (Conmoción Interna del Estado) fue el nombre que recibió un régimen represivo aplicado en Argentina, creado en secreto durante la presidencia de Arturo Frondizi el 14 de noviembre de 1958 y que se mantuvo vigente hasta el 1 de agosto de 1961, cuyo objetivo era poner fin a una serie de protestas laborales haciendo uso de la represión estatal, otorgándole, a su vez, "una amplia jurisdicción a las Fuerzas Armadas en la lucha contra los disturbios internos". Según la descripción del propio presidente, estaba destinado "a vencer la acción del terrorismo desatada para abrir la puerta a la anarquía y el golpe de Estado". Según Esteban Pontoriero se lo puede considerar como un antecedente del terrorismo sistemático de Estado en Argentina. Frondizi puso en vigencia el plan secreto mediante el Decreto 9880/58 y luego de forma pública en 1960, mediante la sanción de los decretos 2628/1960 y 2639/1960. Técnicamente el plan finalizó el 1 de agosto de 1961, con la sanción del Decreto 6495/1961 que derogó los decretos 9880/1958 y 2628/1960. En reemplazo del Plan CONINTES, Frondizi elaboró un proyecto ley de Represión de las Actividades Terroristas que fue aprobado el 21 de julio de 1960, estableciendo penas más severas, tras la modificación del Código Penal.
El Plan Conintes fue utilizado por el presidente Frondizi para recurrir a las Fuerzas Armadas en la represión de las huelgas y protestas obreras, las movilizaciones estudiantiles y ciudadanas en general y las acciones de sabotaje y guerrilleras de nacientes grupos guerrilleros de izquierda como también de la resistencia peronista.
Miles de personas fueron detenidas y al menos 111 fueron condenadas en juicios sumarios realizados por consejos militares de guerra. En ese marco, decenas de miles de trabajadores de los transportes y servicios públicos fueron incorporados por la fuerza al servicio militar y puestos bajo el mando de las fuerzas armadas. Fueron intervenidos sindicatos y clausurados locales partidarios. El 12 de septiembre de 1963, el presidente de facto José María Guido dictó el Decreto Ley 7603/1963 disponiendo la amnistía para todos los detenidos y condenados por aplicación del Decreto 2628/1960 y la Ley 15.293.
En 2009, el Congreso Nacional sancionó la Ley N.º 26.564, incluyendo a las personas detenidas por aplicación del Plan Conintes en las indemnizaciones establecidas por las leyes 24.043 y 24.411, como consecuencia de actos ilegales cometidos por el Estado argentino. En 2007 y 2009, la Ciudad Autónoma de Buenos Aires y la Provincia de Buenos Aires, sancionaron sendas leyes para indemnizar a las víctimas del Plan CONINTES. En el caso de la Ciudad de Buenos Aires, la ley fue vetada por el entonces Jefe de Gobierno de la ciudad, y luego presidente de la Nación, Mauricio Macri.

## Contexto histórico
En 1955 el gobierno constitucional del Presidente Juan D. Perón había sido derrocado por un golpe de Estado cívico-militar. Pocos meses antes fuerzas militares y civiles opuestas al peronismo habían bombardeado la Plaza de Mayo causando cientos de muertos y heridos.
Instalada la dictadura cívico militar, procedió a ilegalizar al peronismo, encarcelando a miles de dirigentes y activistas. En 1956, un levantamiento contra la dictadura, fue reprimido con fusilamientos clandestinos.
En 1957 la dictadura convocó a elecciones para definir la constitución vigente, prohibiéndole al peronismo participar en las mismas. Lo mismo sucedió en las elecciones presidenciales de 1958. Frente a esa situación, Juan D. Perón y Rogelio Julio Frigerio firmaron un pacto secreto por el cual el peronismo apoyaría la candidatura de Frondizi, y a cambio este se comprometía a legalizar al peronismo. Frondizi terminó cumpliendo relativamente el pacto. Al inicio, el gobierno de Frondizi derogó instrumentos de represión contra el peronismo y el movimiento obrero. En esa línea, el 26 de junio de 1958, el Congreso Nacional derogó el decreto ley 4161/56 sancionado por la dictadura para prohibir al peronismo, y sancionó una ley de amnistía, cumpliendo el compromiso asumido en el pacto con Perón, que dejó en libertad a los miles de peronistas y sindicalistas encarcelados por la Revolución Libertadora.
En octubre de 1960, sindicatos peronistas e independientes formaron la Comisión de los 20, para exigir la devolución de la Confederación General del Trabajo (CGT), que permanecía intervenida por el gobierno desde el golpe militar de 1955. Para presionar al gobierno, la Comisión de los 20 declaró el 7 de noviembre una huelga general, que obligó al presidente Frondizi a recibirlos y acordar el 3 de marzo de 1961 la devolución de la CGT a la Comisión de los 20.
Su política económica y educativa generaron gran resistencia entre los sindicatos y el movimiento estudiantil, como las grandes huelgas de los trabajadores petroleros, ferroviarios, de la carne, bancarios y metalúrgicos, y las grandes movilizaciones obrero-estudiantiles, organizadas por la FUA contra las universidades privadas conocidas por uno de sus eslóganes, «Laica o libre».
En ese marco el peronismo no reconoció la legitimidad del gobierno de Frondizi y varios grupos políticos y sindicales, multiplicaron las acciones de sabotaje y la realización de atentados, llegando incluso a formar un grupo guerrillero que fue conocido como Los Uturuncos.
Las guerras de Indochina (1945-1955), Corea (1950-1953) y Vietnam (1959-1975) radicalizaron las posiciones de los bloques capitalista y comunista en la Guerra Fría. En América Latina, en 1950 Estados Unidos adoptó el idioma español en la Escuela de las Américas, con el fin de orientar su accionar hacia la captación de militares latinoamericanos favorables a priorizar la lucha contra el comunismo y presionar a sus gobiernos para adoptar una clara postura anticomunista en la Guerra Fría. En 1954 Estados Unidos promueve golpe de Estado en Guatemala y en el filo de los años 1958/1959 se produce la Revolución Cubana con la victoria de la fuerza guerrillera liderada por Fidel Castro, con la participación del argentino Ernesto "Che" Guevara, que buscaría extender la lucha guerrillera en América Latina.

## Origen del plan
En septiembre de 1948 el Poder Ejecutivo envió al Congreso de la Nación un proyecto de ley llamado “Organización General de la Nación para tiempo de guerra”. Para su tratamiento en el recinto de sesiones de la Cámara de Diputados los diputados peronistas que eran mayoría habilitaron hacerlo sin dictamen de comisión, con la oposición de los radicales. A continuación, habló el diputado Álvarez Pereyra del Partido Peronista que dijo al finalizar “No niegue el Congreso lo que el Presidente de la Nación reclama como instrumento legal para asegurar la defensa nacional, la independencia de la República y el prestigio de la soberanía. Hago indicación que se vote a libro cerrado”. El diputado Albrieu del mismo partido dijo “No es reglamentario” y Álvarez Pereyra insistió “No hace falta leer los artículos”. El bloque de diputados de la Unión Cívica Radical dejó el recinto por oponerse a su contenido juzgándolo totalitario y atento haberse impedido su debate y los diputados oficialistas procedieron a aprobarlo y se promulgó con el n° 13234. La ley habilitaba la movilización de las Fuerzas Armadas en
asuntos de seguridad interior (art. 3) y una de sus consecuencias fue la de ser utilizado como sustento jurídico al Plan de Conmoción Interior (CONINTES) durante el gobierno de Arturo Frondizi. Frondizi puso en vigencia el plan secretamente mediante el decreto 9880/58 y luego de forma pública en 1960, mediante la sanción de los decretos 2628/1960 y 2639/1960.Técnicamente el plan finalizó el 1 de agosto de 1961, con la sanción del decreto 6495/1961 que derogó los decretos 9880/1958 y 2628/1960.En reemplazo del Plan CONINTES, fue sancionada la Ley 15.293 de Represión de las Actividades Terroristas y aprobada el 21 de julio de 1960, que establecía penas más severas que las existentes hasta entonces, tras la modificación del Código Penal.
Por decreto n° 19376 del 28 de septiembre de 1951 el presidente Perón decretó el “estado de guerra interno”, constitucionalidad fue aceptada durante el gobierno peronista por la Corte Suprema de Justicia en la causa “Attias” (Fallos, t. 223, p. 206) y se utilizó en el decreto 14473 del mismo año para someter  a la justicia militar a huelguistas del gremio de los ferroviarios.
En la Directiva Particular Conintes N° 35 de Funcionamiento del Estado Mayor General del Ejército en caso de “Conintes”, del 19 de mayo de 1954 se mencionan directivas particulares conintes N° 1 y N° 2 correspondientes al año 1952
 y su primera declaración y aplicación es del 16 de junio de 1955 en que el Poder Ejecutivo decretó el estado conintes para reprimir el golpe de Estado frustrado en esa fecha.
La diferencia sustancial es que el proyecto de 1948 fue diseñado para tiempos de guerra, mientras que el Plan Conintes de Frondizi fue diseñado y aplicado en tiempos de paz, para reprimir las protestas sociales. 
Julio Godio, en su libro La caída de Perón de junio a setiembre de 1955, dice que el 16 de septiembre de 1955, el presidente Juan D. Perón sancionó un decreto cuyo número no menciona, en el que dispuso "poner en vigor la etapa ejecución del plan Conintes". Godio utiliza como fuente un artículo del diario La Nación del 17 de septiembre de 1955, que a su vez remite a un comunicado de la Secretaría de Difusión. Referencias al plan CONINTES pueden hallarse ya en documentos del Ministerio de Defensa Nacional del año 1951, durante el Peronismo.
Según Godio en ese decreto se designó al ministro de Ejército Franklin Lucero como comandante en jefe de la Fuerza de Represión, y le autorizó a establecer el toque de queda y a adoptar las medidas necesarias "para lograr la más rápida y eficaz represión de todo acto de alteración del orden público, violencias contra las personas o bienes públicos o privados, servicios públicos, templos o establecimientos religiosos, sabotajes, depredaciones, etc."
La periodista Marina Kabat, basándose en documentos secretos desclasificados, dijo que la formulación de un plan Conintes ya había sido previsto de manera incipiente en 1951, durante el gobierno de Perón, cuyo gobierno habría intentado implementarlo por primera vez en 1955.

## Aprobación del plan
El Plan Conmoción Interna del Estado (Conintes) fue aprobado por el presidente Arturo Frondizi mediante el Decreto Secreto 9880/1958 del 14 de noviembre de 1958 y comenzó a ser ejecutado mediante el Decreto 2628/1960, del 13 de marzo de 1960, firmado también por el presidente Frondizi.
El Decreto Secreto 9880/1958 facultó al Presidente de la Nación a declarar el "estado Conintes" y restringir la vigencia de los derechos y garantías constitucionales, habilitando la militarización de la población.
También permitía declarar zonas militarizadas a los principales centros o ciudades industriales y autorizaba a las Fuerzas Armadas a realizar allanamientos y detenciones, sin cumplir las normas constitucionales. Una vez levantado el Plan, los presos eran puestos en libertad, ya que el Plan Conintes no fijaba penas, o sea que una vez levantado, los detenidos salían en libertad a menos que estuvieran condenados por sentencia firme o procesados por tribunales civiles.

## Ejecución del plan

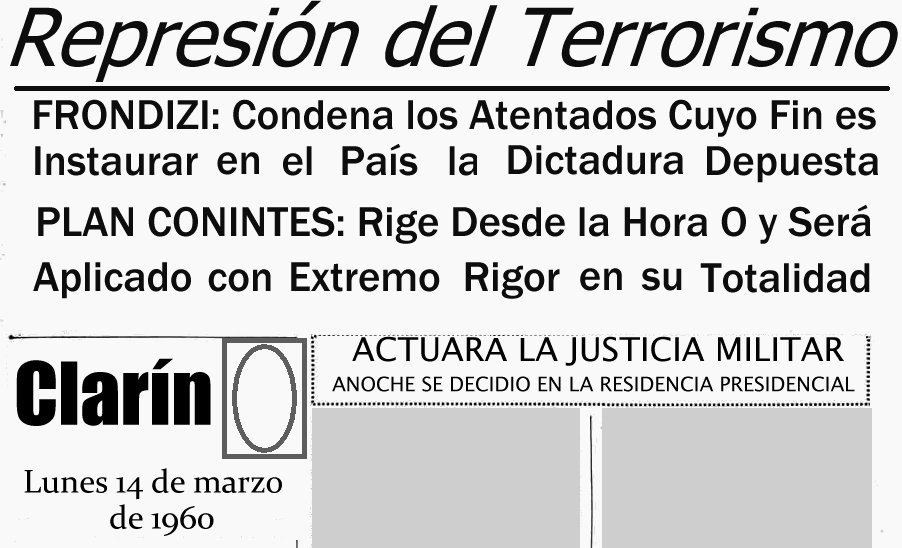
Titulares del diario Clarín, cercano a Frondizi, del día 14 de marzo de 1960, cuando se dio a conocer la puesta en marcha del Plan Conintes.

Frondizi dispuso ejecutar por primera vez el 14 de noviembre de 1958, luego de haber declarado el estado de sitio por treinta días. El decreto subsumió las policías provinciales al control de las autoridades militares. A continuación se dispuso la intervención de las organizaciones gremiales, se reprimió a trabajadores, y se pusieron varios distritos de la provincia de Buenos Aires como «zonas militares».
Frondizi dispuso ejecutar el Plan CONINTES mediante el Decreto 2628/60, del 13 de marzo de 1960, declarando en todo el país el "estado Conintes" (estado de conmoción interna del Estado) a partir del 14 de marzo.
El texto del Decreto 2628/60 dice:

D. 2628, 13 marzo 1960 (D. N.). — Subordinación de las policías provinciales a las Fuerzas Armadas; ejecución del Plan Conintes (B. O. 16-III-60).
 Art. 1º. Pónese en ejecución pública en todo el territorio del país a partir de las 0 horas del día 14 de marzo de 1960, el estado de Conmoción Interior del Estado (Plan Conintes) declarado con fecha 14 de noviembre de 1958, por decreto dictado en acuerdo general de ministros.
Art. 2º. En consecuencia de lo anterior, los secretarios de Estado de las Fuerzas Armadas dispondrán que las autoridades de ejecución del Plan Conintes (Comandante en jefe del Ejército "Conintes" y Comandos equivalentes en Marina y Aeronáutica), hagan efectiva la subordinación de las policías provinciales, previstas en el dec. "S" 9880 del 14 de noviembre de 1958, en la medida indispensable a las necesidades concretas de cada zona o subzona de defensa.
Art. 3º. El presente decreto será refrendado por el señor Ministro Secretario en el Departamento del Interior, de Defensa Nacional y firmado por los señores secretarios de Estado de Guerra, Marina y de Aeronáutica.
Art. 4º. Comuníquese, etc.
	
Frondizi. Vítolo. Villar. Larcher. Clement. Abrahín.

Dos días después, el 15 de marzo de 1960, Frondizi sancionó el decreto 2639/1960, declarando producida en todo el país la situación de "emergencia grave" que contemplaba el artículo 27 de la Ley 13.234 de Organización de la Nación en Tiempos de Guerra y poniendo bajo jurisdicción militar a los civiles que fueran imputados de cometer varios delitos tipificados en los códigos de Justicia Militar y Penal y otras leyes penales complementarias.
El texto del Decreto 2639/60 dice:

El presidente de la Nación Argentina, en Acuerdo General de Ministros, DECRETA:
Artículo 1º. Declárase producida la situación de emergencia grave prevista en los artículos 27, 28, 36 y 37 de la ley 13.234. En consecuencia, en todo el territorio de la República a partir de la cero hora del día 16 de marzo de 1960, quedan sometidos a la jurisdicción militar y sujetos a las sanciones de los artículos 669, 671, 826, 827, 828, 829, 830, 831, 859 y 870 del Código de Justicia Militar y de los artículos 156, 157, 188, 189, 190, 191, 192, 193, 194, 197, 200, 226, 229, 230, 233, 234, 235 y 236 del Código Penal de la Nación; de la ley Nº 15.276; y de los artículos 4, 7, 9, y 12 de la ley Nº 13.985, las personas que incurrieren en los hechos o situaciones previstos en tales disposiciones legales; como así también quienes se encontraren en las situaciones previstas en los artículos del Código Penal de la Nación que se refieren a tentativa (Arts. 42, 43, 44), participación criminal (Arts. 45, 46, 47, 43, 49), instigación (Art. 209), asociación ilícita (Art. 210), apología del crimen (Art. 213) encubrimiento (Arts. 277, 278, 279), relacionadas con la comisión de los delitos indicados anteriormente.
Art. 2º. Los Comandantes de zonas de Defensa, en jurisdicción del Ejército y los Comandantes de Áreas en jurisdicción de Marina y Aeronáutica, ordenarán en cada caso la constitución de los Consejos de Guerra establecidos en el artículo 453 del Código de Justicia Militar que aplicarán el procedimiento sumario del artículo 503 del mismo Código.
Art. 3º. Dése cuenta oportunamente al Honorable Congreso de la Nación.
Art. 4º. El presente decreto será refrendado por los señores Ministros, y firmado por los señores Secretarios de Estado.
Art. 5º. Comuníquese, publíquese, dése a la Dirección General del Boletín Oficial e Imprentas y archívese.
FRONDIZI—Justo P. Villar—Alfredo R. Vitolo—Diógenes Taboada- Álvaro Alsogaray—Luis R. Mc Kay—Héctor V. Noblía—Alberto R. Costantini—Rodolfo A. Larcher—Gastón C. Clement—Ramón Amado Abrahín- Ernesto Malaccorto—Carlos A. Juni—Guillermo Walter Klein—Miguel Francisco Mugica—Pascual Palazzo—Manuel F. Castello

En las motivaciones del Decreto 2639/1960, se mencionan los "reiterados actos de terrorismo", se invocan los "poderes de guerra" que la Constitución atribuye al Presidente de la Nación y al Congreso, y remite a las leyes 13.234 (art. 27) y 14.785. La Ley 13.234 había sido sancionada en 1948 para regular la Organización de la Nación en tiempos de guerra. En su artículo 27 incluía un párrafo que autorizaba al Poder Ejecutivo a ordenar "la movilización del servicio civil" en "casos de catástrofes y emergencias graves que afecten partes importantes del territorio nacional o de sus poblaciones". La ley 14.785 había declarado el estado de sitio en todo el país a partir del 13 de diciembre de 1958.
Estas normas fueron impugnadas en varios casos y llevó a que la Corte Suprema de Justicia se pronunciara a favor de la validez constitucional de las leyes 13.234 y 14.785, y de los decretos 2628/60 y 2639/60. En esos fallos la Corte sostuvo que era "notoria la existencia del estado de subversión y violencia generalizada" y convalidó “las tareas de investigación, para el arresto, la intervención de los Consejos de Guerra Especiales, el allanamiento de domicilios y la adopción de los procedimientos sumarios del Código de Justicia Militar”, aclarando que como el decreto 6495/61 derogó los decretos 9680/58 y 2628/60, no subsistían las condenas militares impugnadas legalmente. Pese a esta última decisión de la Corte, los consejos de guerra se mantuvieron y cientos de personas permanecieron detenidas, hasta que se dictó la amnistía el 12 de septiembre de 1963. Al asumir Frondizi la Presidencia cesaron por renuncia los jueces de la Corte Suprema que habían sido designados por el golpe de Estado militar de 1955. Frondizi, con acuerdo del Senado, designó a los integrantes de la nueva Corte incluyendo a dos -Alfredo Orgaz y Benjamín Villegas Basavilbaso- que ya habían ejercido ese cargo nombrados por el citado gobierno militar.
El Plan Conintes fue utilizado para reprimir las huelgas obreras y las protestas estudiantiles. También fue utilizado para prescindir de las garantías constitucionales en casos que el gobierno o las fuerzas armadas calificaran como accionar "terrorista", "subversivo" o "comunista".[cita requerida] Los años posteriores al golpe de Estado de 1955, vieron aparecer muchos grupos de resistencia a las dictaduras y gobiernos elegidos con proscripción del peronismo y el comunismo, algunos de ellos incluidos en el movimiento conocido como resistencia peronista.[cita requerida]
Durante el gobierno de Frondizi se realizaron 1566 atentados. Algunos de ellos causaron muertes, como el sucedido el 15 de febrero de 1960, en el que una bomba colocada en la empresa Shell en Córdoba costó la vida a 13 personas y varios heridos, o el que la noche del 12 de marzo del mismo año causó la muerte de Guillermina Cabrera, la hija de 2 años del capitán David René Cabrera y heridas graves a su otro hijo Jerónimo Luis Cabrera, de 6 años.
El mismo hecho es relatado de manera diferente por el historiador Ernesto Salas, en el libro Uturuncos: el origen de la guerrilla peronista. Según Salas, la fecha del atentado fue un día antes, Cabrera no era capitán sino mayor y miembro del servicio de inteligencia.
Salas afirma que el atentado contra Cabrera fue determinante para que las fuerzas armadas encabezadas por el teniente general Carlos Severo Toranzo Montero, exigieran al presidente Frondizi la transferencia de la represión contra los grupos opositores y la puesta en ejecución del plan Conintes, al día siguiente de este último atentado.
Los historiadores Robert A. Potash y Silvia Belenky han dicho que el Plan CONINTES era insuficiente para los militares argentinos, que exigían acciones más duras, como la aplicación de la ley marcial y la aplicación de la pena de muerte. El general Toranzo Montero le había exigido al presidente Frondizi incluir la expresa constancia de fusilar a todo aquel que sea descubierto in fraganti. La ley marcial, de esta manera, va a limitar el terrorismo". Según estos historiadores, Frondizi ejecutó por segunda vez el Plan CONINTES, como modo de contener las medidas más extremas que exigían las fuerzas armadas.

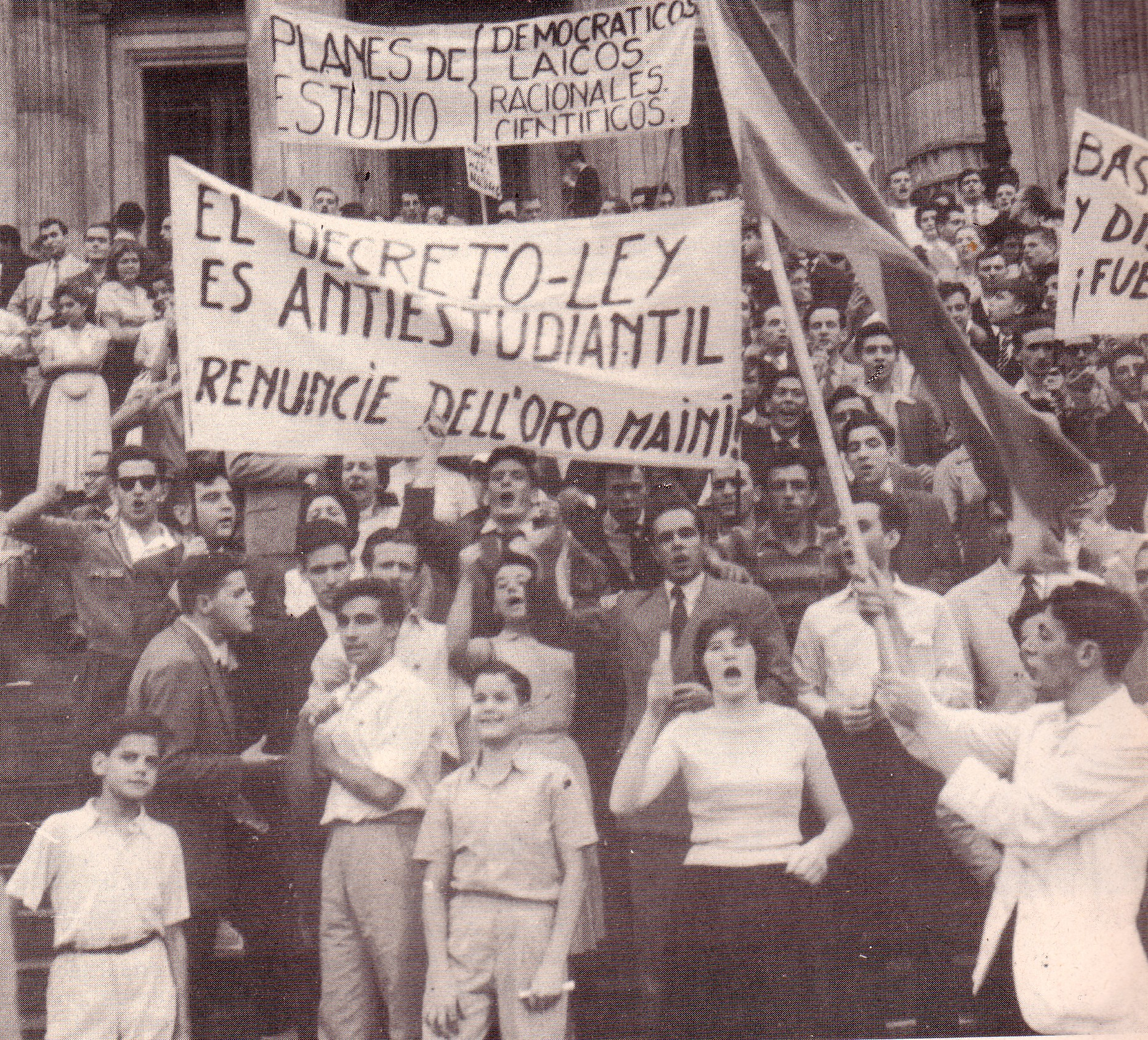
Protesta obrero-estudiantil Laica o libre en 1959, en una de las pancartas se puede leer: El decreto-ley es antiestudiantil, renuncie Dell'Oro Maini!.

El derecho de huelga se vio sustancialmente afectado: mientras que en 1959 la huelgas sumaron dos millones de jornadas, al año siguiente se habían reducido a doscientas mil. La represión del Plan Conintes, aumentó también el conflicto intrasindical, debido a las presiones de los sectores combativos por declarar huelgas pese al Plan Conintes y al mismo tiempo el riesgo de que los sindicatos fueran sancionados con la ilegalidad.

## Finalización
Técnicamente el Plan Conintes finalizó el 1 de agosto de 1961, con la sanción del Decreto 6495/1961 que derogó los decretos 9880/1958 y 2628/1960; en su reemplazo quedó la Ley 15.293 de Represión del Terrorismo aprobada el 21 de julio de 1960, que ampliaba las facultades represivas y judiciales de las fuerzas armadas y aumentaba las penas para casos de atentados y sabotaje.
Historiadores y protagonistas suelen incluir en la expresión "Plan Conintes" a una serie de acciones represivas realizadas durante el gobierno de Frondizi, que técnicamente no formaron parte del mismo, ya que se realizaron antes de su puesta en ejecución en 1960 o después de su derogación en 1961.
Entre las acciones represivas ordenadas por el presidente Frondizi antes de la ejecución del Plan Conintes, se encuentran la declaración por 30 días del estado de sitio establecido el 11 de noviembre de 1958, y la sanción de los decretos 10394/58 y 10395/58 del 29 de noviembre de 1958 que reglamentaron la Ley de Organización Nacional para el Tiempo de Guerra, con el fin de ser aplicada a lo que se denominó situación de "guerra interna", que se utilizaron para poner bajo mando militar a los trabajadores ferroviarios. Esa misma ley fue la que se había utilizado durante el gobierno de Perón en enero de 1951 ante una huelga ferroviaria por reclamos salariales para movilizar a los huelguistas y juzgarlos por tribunales militares por el Código de Justicia Militar. Cerca de dos mil trabajadores fueron detenidos y unos trescientos quedaron en prisión, produciéndose el retorno al trabajo de los huelguistas tres días después.
Entre las acciones represivas posteriores al Plan Conintes, se encuentran una serie de acciones militares llevadas adelante en el segundo semestre de 1961 y 1962, bajo el régimen de la Ley 15.293 de Represión del Terrorismo, sancionada en 1961.

## Detenciones, condenas y amnistía

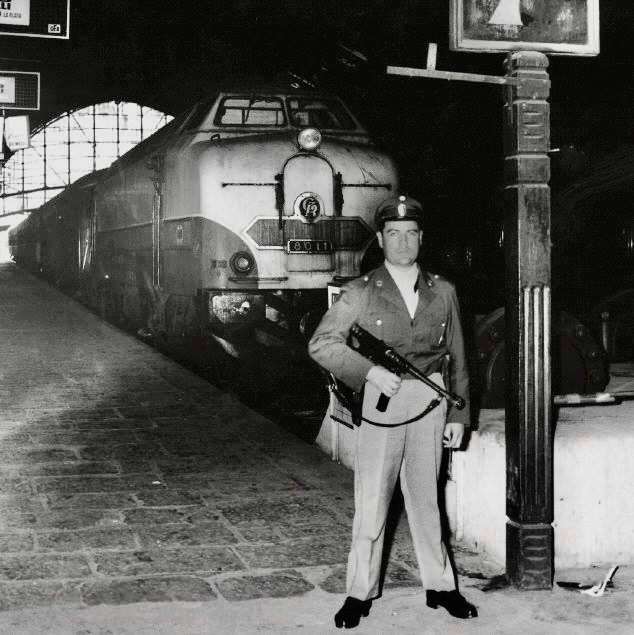
Una locomotora Alsthom con custodia en La Plata, durante una huelga ferroviaria en 1958.

Por el Decreto 2639/1960 Frondizi ordenó que las personas detenidas en el marco del Plan CONINTES fueran juzgadas sumariamente por consejos de guerra militares especialmente constituidos por los comandantes de zona. Las personas detenidas por aplicación del plan serían conocidos como "los presos Conintes".
El procedimiento sumario aplicado por los consejos de guerra prácticamente anulaba toda posibilidad de defensa y de cumplimiento de la garantía constitucional a un "juicio justo", ya que los jueces militares que integraban los consejos no eran abogados, los detenidos debían ser obligatoriamente defendidos por un militar que tampoco era abogado, y los plazos eran de tres horas para realizar la defensa y una hora para apelar.
El periodista Roberto Bardini estimó que aplicando el Plan CONINTES fueron detenidas en total unas 3500 personas y aporta el dato de que el abogado del sindicato metalúrgico, Fernando Torres, por sí solo presentó 2500 habeas corpus, para obtener la liberación de los detenidos.
El abogado Julio Viaggio de la Liga Argentina por los Derechos del Hombre, contabilizó 111 personas condenadas a penas de prisión que en total sumaban 777 años, a un promedio de 7 años de prisión por condenado.
Algunas de las condenas que se conocen fueron impuestas a Conrado Ruggero, Juan Carlos Rodríguez y Juan Carlos Tambascio (12 años cada uno), Carlos Mendoza (8 años), Santiago Molina (7 años), Manuel Mena y Enrique Oliva (6 años y 3 meses cada uno), Envar El Kadri (5 años), Félix Serravalle (4 años y 6 meses), Julio Cabrera y Carlos Ramón (3 años cada uno). Entre los 111 condenados se encontraban tres mujeres: María de Cassarini (15 años), Urbelinda Arnada (10 años) y Lidia Calvino (10 años).
Los detenidos fueron encarcelados en comisarías y cárceles existentes en todo el país, entre ellas las de Buenos Aires (Devoto, Caseros y Las Heras). Frondizi habilitó también la prisión de Punta Indio (Magdalena) y reabrió la cárcel de Ushuaia, instalada en Tierra del Fuego, que Perón había clausurado en 1947 por sus condiciones inhumanas.
Entre los líderes políticos o sindicales conocidos que fueron "presos Conintes" se encuentran los comunistas Rubens Íscaro y Fernando Nadra, peronistas como el sindicalista textil Andrés Framini, el sindicalista metalúrgico José Ignacio Rucci, el abogado laboralista Norberto Centeno, Envar El Kadri, Carlos Mendoza (elegido vicegobernador de Mendoza en 1973), el sindicalista ferroviario Lorenzo Pepe, el periodista Luis Elías Sojit y el folclorista paraguayo José Asunción Flores.
El 12 de septiembre de 1963, el presidente de facto José María Guido dictó el Decreto Ley 7603/1963 disponiendo la amnistía para todos los detenidos y condenados por aplicación del Decreto 2628/1960 y la Ley 15.293, quedando en libertad algo más de 1000 prisioneros que se encontraban detenidos en ese momento. Según Envar El Kadri, el 99% de los detenidos y condenados por los tribunales militares eran trabajadores y solo 6 o 7 eran estudiantes.

## Comisión de Familiares de Detenidos
La represión por medio del Plan Conintes llevó a la formación de una de las primeras organizaciones específicas en defensa de los derechos humanos en la Argentina. La Comisión de Familiares de Detenidos (COFADE), fundada en noviembre de 1961, fue el primer organismo integrado exclusivamente por afectados por la represión estatal desatada en el país. Su actividad abarcó desde la denuncia por las condiciones de detención de los presos políticos y la demanda por su libertad hasta la contención y solidaridad con los detenidos. Tanto su acción como su prédica tuvieron un papel fundamental en la conformación de una agenda pública de demandas en defensa de los presos políticos y gremiales, en su mayoría activistas y militantes peronistas, detenidos por la aplicación del Plan Conintes.

## Normas de reparación y vetos
El 6 de diciembre de 2007 la Legislatura de la Ciudad de Buenos Aires sancionó la ley n.º 2.601 estableciendo una reparación para aquellas personas que hubieran estado detenidas, procesadas, condenadas y/o a disposición de la justicia o de los Consejos de Guerra, conforme lo establecido por el Plan CONINTES (Conmoción Interna del Estado).
La ley no llegó a entrar en vigencia porque fue vetada por el Jefe de Gobierno de la Ciudad, Mauricio Macri, mediante el Decreto n.º 43/08. Algunas de los argumentos esgrimidos para el veto son que resultaba imposible determinar el beneficio, que era excesiva la concesión a víctimas que hayan vivido en la ciudad de Buenos Aires al menos un año y que debió haber sido el Congreso de la Nación el ámbito natural de discusión de tales medidas.
El 12 de agosto de 2009 la Provincia de Buenos Aires aprobó la Ley 13.807 estableciendo "una pensión graciable para aquellas personas que durante el período comprendido entre el 16 de septiembre de 1955 hasta el 12 de octubre de 1963, hubiesen sido detenidos, procesados, condenados y/o permanecido a disposición del Poder Ejecutivo Nacional o Provincial, de la Justicia Federal o Provincial, o detenidos y condenados por tribunales militares y/o consejos de guerra del «Plan CONINTES» (Conmoción Interna del Estado), por cuestiones políticas vinculadas a su participación en la denominada «Resistencia Peronista»."